# 用賀
用賀（ようが）は、東京都世田谷区の地名・町名である。現行行政地名は用賀一丁目から用賀四丁目。住居表示実施済区域。玉川地域に属する。

## 歴史
鎌倉時代初期に真言宗の瑜伽（ゆが）・ヨーガ（ヨガ）の道場が開設されたことが地名の由来とする説がある。
新編武蔵国風土記によれば、永禄・元亀年間（1558年 - 1573年）に後北条氏の家臣飯田帯刀とその息子飯田図書によって開発され、真福寺もこの時期に飯田図書を開基として創建されたものであるという。江戸時代以前は、大山街道の宿場町、真福寺の門前町として、規模の大きなものではなかったが、栄えていた。
- 1889年 - 荏原郡用賀村が周辺の村と合併し、玉川村大字用賀になる。
- 1932年 - 東京市に編入され世田谷区玉川用賀町になる。
- 1936年 - 隣接する北多摩郡砧村の東京市世田谷区編入に伴い、砧村大字大蔵の飛地を玉川用賀町に編入する。
- 1969年 - 東名高速道路全通。
- 1969年5月11日 - 東急玉川線（玉電）が廃止され、用賀停留所及び専用軌道も廃止される。
- 1971年 - 住居表示の実施に伴い町域が変更される。用賀と上用賀、玉川台、瀬田の一部、砧公園の一部に分かれた。
- 1977年4月7日 - 旧用賀停留所近くに東急新玉川線（東京11号線）用賀駅が開業。
- 1993年 - 旧玉電車庫用地に世田谷ビジネススクエアが開業。地上28階建て[8]のSBSタワーが建設される。
- 1994年 - 桜新町～用賀間の旧玉電専用軌道跡が道路として開通。駅前バスターミナル供用開始。
- 2000年8月6日 - 新玉川線を田園都市線に合併、改称。

## 地理
世田谷区の上用賀、桜新町、深沢、中町、上野毛、瀬田、玉川台と隣接する

### 地価
住宅地の地価は、2025年（令和7年）1月1日の公示地価によれば、用賀3-26-17の地点で98万8000円/m2、用賀4-28-4の地点で88万4000円/m2となっている。

### 地形
比較的水はけが悪い場所があり、集中豪雨時には内水氾濫により浸水被害が出ることがある。

## 世帯数と人口
2025年（令和7年）1月1日現在（世田谷区発表）の世帯数と人口は以下の通りである。
| 丁目       | 世帯数    | 人口     |
| ---------- | --------- | -------- |
| 用賀一丁目 | 1,765世帯 | 3,958人  |
| 用賀二丁目 | 2,459世帯 | 4,305人  |
| 用賀三丁目 | 2,435世帯 | 4,404人  |
| 用賀四丁目 | 1,973世帯 | 3,150人  |
| 計         | 8,632世帯 | 15,817人 |

### 人口の変遷
国勢調査による人口の推移。
| 年                 | 人口   |
| ------------------ | ------ |
| 1995年（平成7年）  | 11,277 |
| 2000年（平成12年） | 12,319 |
| 2005年（平成17年） | 13,353 |
| 2010年（平成22年） | 14,571 |
| 2015年（平成27年） | 14,823 |
| 2020年（令和2年）  | 15,809 |

### 世帯数の変遷
国勢調査による世帯数の推移。
| 年                 | 世帯数 |
| ------------------ | ------ |
| 1995年（平成7年）  | 5,308  |
| 2000年（平成12年） | 6,291  |
| 2005年（平成17年） | 6,953  |
| 2010年（平成22年） | 7,564  |
| 2015年（平成27年） | 7,744  |
| 2020年（令和2年）  | 8,320  |

## 学区
区立小・中学校に通う場合、学区は以下の通りとなる（2018年4月現在）。
| 丁目       | 番地     | 小学校               | 中学校               |
| ---------- | -------- | -------------------- | -------------------- |
| 用賀一丁目 | 9～27番  | 世田谷区立桜町小学校 | 世田谷区立瀬田中学校 |
| 用賀一丁目 | 1〜8番   | 世田谷区立桜町小学校 | 世田谷区立深沢中学校 |
| 用賀二丁目 | 1～12番  | 世田谷区立桜町小学校 | 世田谷区立深沢中学校 |
| 用賀二丁目 | 13〜41番 | 世田谷区立桜町小学校 | 世田谷区立瀬田中学校 |
| 用賀三丁目 | 全域     | 世田谷区立京西小学校 | 世田谷区立用賀中学校 |
| 用賀四丁目 | 全域     | 世田谷区立京西小学校 | 世田谷区立用賀中学校 |

## 交通

### 鉄道
| 街区内に存在する駅                 |
| ---------------------------------- |
| 東急電鉄田園都市線 - 用賀駅(DT 06) |

用賀二丁目に存在
- エイトライナー ｰｰｰ 同地区を対象とした路線構想

### 道路
用賀駅と砧公園・世田谷美術館を繋ぐ遊歩道である、用賀プロムナードがある。道に敷き詰められている瓦に百人一首が刻まれており、いらか道との愛称でも呼ばれる。遊歩道の多くは木々で覆われている。その環境の良さからドラマ撮影などに使われる。石畳に川の模様が彫ってある。
用賀に碁盤目状の道路が整備されたのは昭和10年代であり、1995年（平成7年）には区道への通称名付与の一環として、そのうちのひとつに用賀七条通りという通称が付けられた。その際、用賀地区の道路が碁盤目状に整備されていることに着目し、大山通りと世田谷通りの間で東西に抜ける道路に番号を付け、用賀条通りとなった。七条通りは大山通りから数えて（大山通りは含まず）北へ7番目の道路であることを意味している。
一般道
- 国道246号（玉川通り）
- 東京都道3号世田谷町田線（世田谷通り）
- 東京都道311号環状八号線（環八通り）
- 東京都道427号瀬田貫井線（旧大山街道）
- 旧大山街道（国道246号旧道）
- 用賀中町通り
- 砧公園通り（用賀四条通り）
- 西用賀通り
- 用賀七条通り

高速道路
- 首都高速道路3号渋谷線：用賀出入口
- 東名高速道路：東京インターチェンジ（起点）

この二つの道路は接続している。

### バス
全て東急バスによる運行である。

#### 用賀中町通り経由
- 用01 用賀駅 - 用賀 - 上用賀三丁目 - 覆馬場 - 農大前 - 千歳船橋 - 祖師ヶ谷大蔵駅
- 用06 用賀駅 - 用賀 - 上用賀三丁目 - 桜丘三丁目 - 三本杉 - 成育医療研究センター前 - 成城学園前駅
- 等12 等々力操車所 - 深沢不動前 - 神学院前 - 用賀一丁目 - 用賀神社 - 用賀駅 - 用賀 - 上用賀三丁目 - 桜丘三丁目 - 三本杉 - 成育医療研究センター前 - 成城学園前駅
- 渋22 用賀駅 - 用賀 - 上用賀三丁目 - 桜丘三丁目 - 農大前 - 上町 - 三軒茶屋 - 渋谷駅
- 系統番号なし 用賀駅 - 用賀 - 上用賀三丁目 -  駒大高校裏 - 桜新町駅 - 弦巻営業所  (土曜1便のみ）
- 系統番号なし 用賀駅 - 用賀 - 上用賀三丁目 - 用賀地区会館 - 用賀中学校 - 岡本三丁目 - 成育医療研究センター前 - 成城学園前駅 （土曜1便のみ）

#### 西用賀通り経由
- 用21 用賀駅 - 上用賀遊歩道 - 用賀地区会館 - 上用賀五丁目 - 関東中央病院
- 用22 用賀駅 - 上用賀遊歩道 - 用賀地区会館 - 上用賀五丁目 - 関東中央病院 - 美術館

##### 玉川通り経由
- 玉12 二子玉川駅 - 用賀一丁目 - 桜町高校前 - 駒沢大学駅前
- 玉12 高津営業所 - 二子玉川 - 用賀一丁目 - 桜町高校前 - 駒沢大学駅前
- 渋12 二子玉川駅 → 用賀一丁目 → 桜町高校前 → 駒沢大学駅前 → 三軒茶屋 → 渋谷駅（土曜1本のみ）
- 渋12 渋谷駅 → 三軒茶屋 → 駒沢大学駅前 → 桜町高校前 → 用賀一丁目 → 二子玉川 → 高津営業所（土曜1本のみ）

## 事業所
2021年（令和3年）現在の経済センサス調査による事業所数と従業員数は以下の通りである。
| 丁目       | 事業所数  | 従業員数 |
| ---------- | --------- | -------- |
| 用賀一丁目 | 51事業所  | 826人    |
| 用賀二丁目 | 234事業所 | 3,568人  |
| 用賀三丁目 | 126事業所 | 716人    |
| 用賀四丁目 | 426事業所 | 9,422人  |
| 計         | 837事業所 | 14,532人 |

### 事業者数の変遷
経済センサスによる事業所数の推移。
| 年                 | 事業者数 |
| ------------------ | -------- |
| 2016年（平成28年） | 800      |
| 2021年（令和3年）  | 837      |

### 従業員数の変遷
経済センサスによる従業員数の推移。
| 年                 | 従業員数 |
| ------------------ | -------- |
| 2016年（平成28年） | 12,354   |
| 2021年（令和3年）  | 14,532   |

### 主な事業所等
- 世田谷ビジネススクエア（用賀四丁目）
  - 東急コミュニティー本社
- エフエム世田谷（用賀四丁目）
- とらの門（用賀二丁目）
- 谷川建設 東京支店（用賀三丁目）

## 施設
- 世田谷区役所用賀まちづくりセンター（二丁目）
- 玉川警察署用賀交番（四丁目）
- 世田谷区立京西小学校（四丁目）
- 世田谷区立桜町小学校（一丁目）
- 東京都立桜町高等学校（二丁目）
- 三田国際学園中学校・高等学校（二丁目）
- 用賀地区会館（四丁目）
- 用賀区民集会室（四丁目）
- 清泉インターナショナル学園[22]（一丁目）
- 世田谷用賀郵便局（三丁目）
- 用賀駅前郵便局（四丁目）

寺社
- 真言宗智山派眞福寺（四丁目）
- 浄土宗無量寺（用賀観音）（四丁目）
- 用賀神社（二丁目）

河川・池沼
- 谷沢川
- 品川用水

## 出身・ゆかりのある人物
- 乙武洋匡（作家） - 4歳から16歳まで用賀で育つ。
- 高橋治之（電通専務、顧問、東京五輪・パラリンピック組織委員会理事）

## その他

### 日本郵便
- 郵便番号 : 158-0097[3]（集配局 : 玉川郵便局[23]）。